# Heart Skips a Beat
Heart Skips a Beat – singel zapowiadający drugi solowy album Olly’ego Mursa, nagrany przy współpracy z brytyjskim duetem Rizzle Kicks.
Utwór znalazł się na liście UK Singles Chart, docierając do 1. pozycji. Pojawił się także na miejscu 6. listy Irish Singles Chart, a także był nr 1 w Niemczech. Autorami piosenki są Alex Smith, Samuel Preston oraz Jim Eliot. Do singla został nakręcony teledysk.

## Listy utworów i formaty singla
CD singel:
1. „Heart Skips a Beat” – 3:22
2. „On My Cloud” – 2:24

Digital EP singel:
1. „Heart Skips a Beat” – 3:22
2. „Heart Skips a Beat” (MNEK’s Gimmabeat Mix) – 3:37
3. „Heart Skips a Beat” (PokerFace Lyndsey Club) – 5:27
4. „On My Cloud” – 2:24

## Pozycje na listach
| Lista przebojów (2011)                                 | Najwyższa pozycja |
| ------------------------------------------------------ | ----------------- |
| Austria (Media Control AG)                             | 8                 |
| [A] Austria (Media Control AG)                         | 5                 |
| Chorwacja (YE)                                         | 8                 |
| [A] Estonia (Eesti Top 40)                             | 21                |
| [A] Europa (European Airplay Top 100)                  | 26                |
| Europa (Digital Download)                              | 2                 |
| Finlandia (Suomen virallinen lista)                    | 41                |
| [A] Francja (Nilsen Company)                           | 161               |
| Grecja (ΕΕΠΗ)                                          | 74                |
| [A] Grecja (Radio1)                                    | 40                |
| Holandia (MEGA Singles Top 100)                        | 98                |
| Irlandia (IRMA)                                        | 6                 |
| Kanada (Billboard Canadian)                            | 99                |
| Libia (NRJ Lebonon)                                    | 11                |
| Litwa (M1 FM)                                          | 16                |
| Łotwa (IFPI)                                           | 3                 |
| [A] Łotwa (Lanet)                                      | 2                 |
| Macedonia (Official Singles Charts)                    | 7                 |
| Niemcy (Media Control Charts)                          | 1                 |
| Polska (APCCHART)                                      | 9                 |
| [A] Polska (ZPAV)                                      | 1                 |
| Rumunia (Romania Top 100)                              | 67                |
| [A] Rumunia (IFPI)                                     | 72                |
| Słowacja (IFPI)                                        | 31                |
| Słowenia (Official Singles Charts)                     | 2                 |
| Szkocja (The Official Charts Company)                  | 2                 |
| Szwajcaria (Media Control AG)                          | 57                |
| Turcja (Billboard Türkiye)                             | 20                |
| Węgry (Mahasz)                                         | 23                |
| UK (The Official Charts Company)                       | 1                 |
| [A] UK (IFPI)                                          | 7                 |
| World (World Singles Top 40)                           | 25                |
| [A] World (Airplay Top 100)                            | 29                |
| Zjednoczone Emiraty Arabskie (Official Singles Charts) | 1                 |

Notowania radiowe
| Kraj      | Notowanie (2010)      | Wydawca        | Najwyższa pozycja | Data osiągnięcia pozycji szczytowej |
| --------- | --------------------- | -------------- | ----------------- | ----------------------------------- |
| Austria   | Welle 1 Charts Top 40 | Welle 1        | 15                | 2011-10-22                          |
| Estonia   | Radio Sky Plus Top 40 | Radio Sky Plus | 24                | 2011-11-20                          |
| Finlandia | Hit 60                | HIT FM         | 39                | 2011-10-16                          |
| Finlandia | NRJ Top 10            | NRJ            | 10                | 2011-11-02                          |
| Libia     | MixFM Charts          | MixFM          | 9                 | 2011-10-22                          |
| Łotwa     | Top 20                | Radio SWH      | 3                 | 2011-10-28                          |
| Polska    | Gorąca 20             | Radio Eska     | 1                 | 2011-11-08                          |
| Polska    | POPlista              | RMF FM         | 1                 | 2011-10-28                          |
| Polska    | Liga Hitów            | Radio Zet      | 12                | 2011-11-04                          |
| Polska    | Hop-Bęc               | RMF Maxxx      | 1                 | 2011-10-10                          |

- A ^ Notowanie Airplay.